# Dietrich von Velen

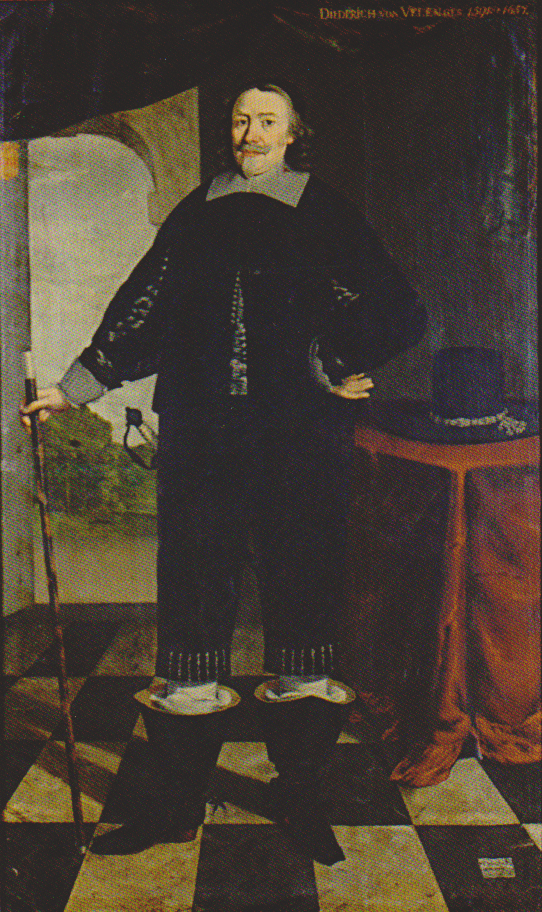
Ganzfigürliches Porträtgemälde des Dietrich von Velen, um 1645.

Dietrich von Velen (* 8. Januar 1591 auf der Paulsburg in Meppen; † 10. September 1657 ebenda) war Drost des Emslandes und Gründer von Papenburg.

## Leben
Dietrich von Velen entstammte dem westfälischen Adelsgeschlecht derer von Velen. Er war ein Sohn von Hermann von Velen (1544–1611) und dessen Ehefrau Margaretha von der Horst (um 1560–1626). Er wurde am 8. Januar 1591 auf der Paulsburg in Meppen geboren. Dietrich war ein Cousin des kaiserlichen Feldmarschalls Alexander II. von Velen (1599–1675).
Als nachgeborener Sohn war er ursprünglich für den geistlichen Stand bestimmt gewesen und besuchte in den Jahren 1602 bis 1604 das Jesuitengymnasium in Mainz. Nach dem Tod seines älteren Bruders trat er in den weltlichen Stand zurück, um als Erbe seines Vaters zur Verfügung zu stehen.
Er war seit dem 17. August 1626 verheiratet mit Katharina Sophie  von Wendt aus dem Hause Holtfeld (1610–1647), einer Tochter von Lubbert von Wendt und dessen Ehefrau Agnes von Reuschenberg.
Aus dieser Ehe entstammen folgende Kinder:
- Hermann Matthias von Velen (1632–1681) ⚭ 1663 Margaretha von Galen aus dem Hause Assen (1644–1720), Tochter von Heinrich von Galen (1609–1694) und Anna Droste zu Vischering
- Maria Alexandrina Elisabeth von Velen (1636 – nach 1675) ⚭ Otto Werner Waldbott von Bassenheim (1636–1689)
- Dietrich Anton von Velen (1643–1700), Dompropst in Münster und Domherr in Minden
- ein weiterer Sohn (*/† 1646)

Seit 1542 war das Amt des Drosten des Emslandes in der Familie Velen erblich. Später kam das Drostenamt des Amtes Rheine-Bevergern hinzu. Nach dem Tod seines älteren Bruders Hermann 1609 war Dietrich designierter Nachfolger im Amt des Erblanddrosts des münsterschen Amtes Meppen. Dieses Amt wurde ihm nach dem Tod seines Vaters 1611 offiziell übertragen. Von 1633 bis 1638 war er auf Grund der Schwedischen Besatzung aus Meppen vertrieben. Zu dieser Zeit herrschten de facto Dodo zu Innhausen und Knyphausen und nach dessen Tod 1636 Anna von Schade über das Emsland. Deswegen lebte Dietrich von Velen im Exil auf der Festung Sparenberg bei Bielefeld. Erst 1638 konnte er ins Emsland zurückkehren. Dietrich von Velen war ein Verfechter der katholischen Religion und an der Rekatholisierung des Emslandes beteiligt, das zwischenzeitlich evangelisch geworden war. So half er den Jesuiten in Meppen eine Niederlassung aufzubauen und ein Gymnasium zu gründen.
Die Amtssitze des Drosten im Emsland waren die Burg Nienhaus bei Aschendorf und die Paulsburg in Meppen. Darüber hinaus war Dietrich von Velen der Eigentümer des Schlosses Velen im Münsterland. Zudem besaß die Familie Velen eine Kupfermühle und betrieb drei Salinen in Rheine. Durch diese unternehmerischen Tätigkeiten war die Familie zu Wohlstand gelangt.
Dietrich von Velen starb am 10. September 1657 (andere Quellen nennen den 14. Dezember 1657) auf der Paulsburg in Meppen. Er wurde 66 Jahre alt und wurde im Chorraum der Kirche von Velen beigesetzt.

## Papenburg

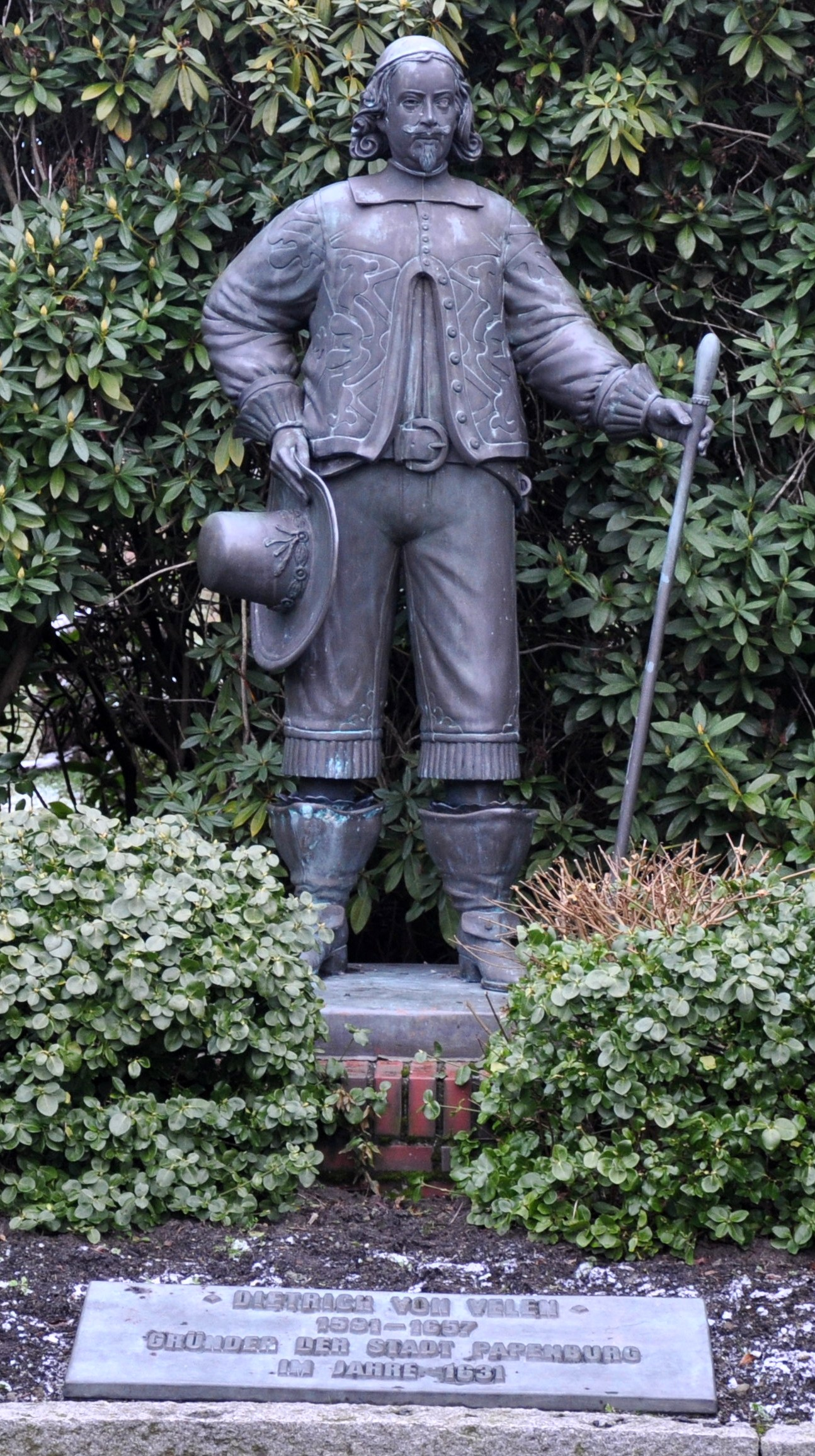
Bronzestandbild des Dietrich von Velen im Freilichtmuseum von-Velen-Anlage in Papenburg.

1629 kaufte Dietrich von Velen von Friedrich von Schwarzenberg die verfallene Papenburg, am Rande zu Ostfriesland und 1631 bekam er zusätzlich die lehnsherrlichen Rechte verliehen. Dort gründete er nach niederländischem Vorbild die erste Moorkolonie auf deutschem Boden. Dazu ließ er einen neuen Kanal graben, der die Moorkolonie in die Ems entwässerte. An der Ems ließ er diesen Kanal mit einem Sieltor vor Hochwasser schützen. Im Dreißigjährigen Krieg hatte die neue Kolonie stark unter Militäreinwirkung gelitten. Die Besatzung des Emslandes 1633 bis 1638 brachte dieses Vorhaben fast zum Scheitern. Doch nach dem Abschluss des Westfälischen Friedens erholte sich die Ansiedlung schnell wieder. Papenburg wurde 1657 vom münsterschen Fürstbischof Christoph Bernhard von Galen der Status einer Herrlichkeit verliehen.
In Papenburg erinnert heute das Freilichtmuseum Von-Velen-Anlage an die Gründung der Moorkolonie. Auf dem Gelände des Freilichtmuseums wurde 1987 ein Denkmal für Dietrich von Velen in Form eines Bronzestandbilds als Erinnerung an den Stadtgründer aufgestellt, das von dem Bildhauer Uwe Hantke geschaffen wurde. Darüber hinaus ist die Dietrich-von-Velen-Straße in Papenburg nach ihm benannt.

## Internetquellen
- Internet-Portal „Westfälische Geschichte“: Biografie von Dietrich von Velen, zuletzt aufgerufen am 12. Dezember 2017.
- Genealogics - Leo van de Pas: Genealogie von Dietrich von Velen, zuletzt aufgerufen am 29. Dezember 2017.